# Ангаис
Ангаи́с (фр. Angaïs) — коммуна во Франции, находится в регионе Аквитания. Департамент — Атлантические Пиренеи. Входит в состав кантона Валле-де-л’Ус и дю Лагуэн. Округ коммуны — По.
Код INSEE коммуны — 64023.

## География

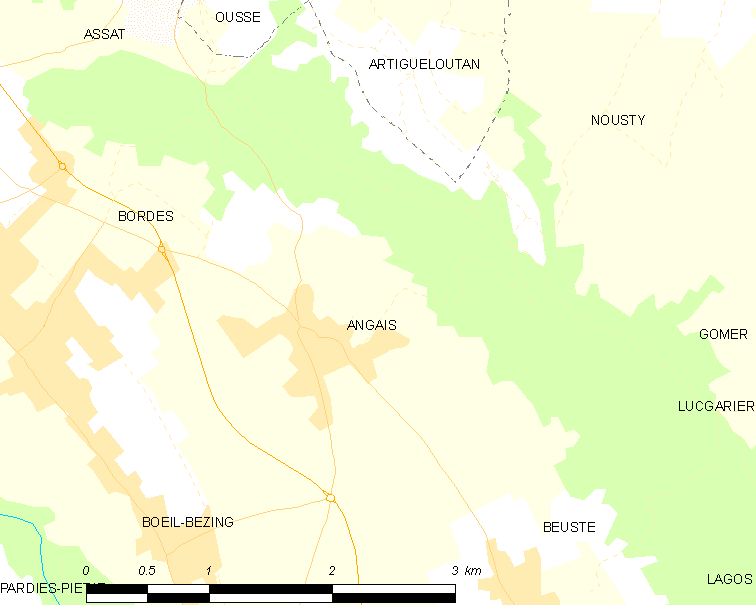
Карта коммуны

Коммуна расположена приблизительно в 660 км к югу от Парижа, в 180 км южнее Бордо, в 12 км к юго-востоку от По.
По территории коммуны протекает река Лагуэн.

### Климат
Климат тёплый океанический. Зима мягкая, средняя температура января — от +5°С до +13°С, температуры ниже −10 °C бывают редко. Снег выпадает около 15 дней в году с ноября по апрель. Максимальная температура летом порядка 20-30 °C, выше 35 °C бывает очень редко. Количество осадков высокое, порядка 1100 мм в год. Характерна безветренная погода, сильные ветры очень редки.

## Население
Население коммуны на 2010 год составляло 836 человек.
| 1962 | 1968 | 1975 | 1982 | 1990 | 1999 | 2010 |
| ---- | ---- | ---- | ---- | ---- | ---- | ---- |
| 491  | 535  | 534  | 623  | 760  | 739  | 836  |

## Администрация
| Период | Период | Фамилия       | Партия | Примечания |
| ------ | ------ | ------------- | ------ | ---------- |
| 1995   | 2001   | Пьер Пра      |        |            |
| 2001   | 2020   | Бернар Арраби |        |            |

## Экономика
В 2010 году среди 548 человек трудоспособного возраста (15-64 лет) 390 были экономически активными, 158 — неактивными (показатель активности — 71,2 %, в 1999 году было 68,2 %). Из 390 активных жителей работали 371 человек (197 мужчин и 174 женщины), безработных было 19 (7 мужчин и 12 женщин). Среди 158 неактивных 40 человек были учениками или студентами, 83 — пенсионерами, 35 были неактивными по другим причинам.

## Достопримечательности
- Церковь Нотр-Дам (1845 год)[4]
- Замок Ангаис (1908 год). Исторический памятник с 2000 года[5]

## Фотогалерея

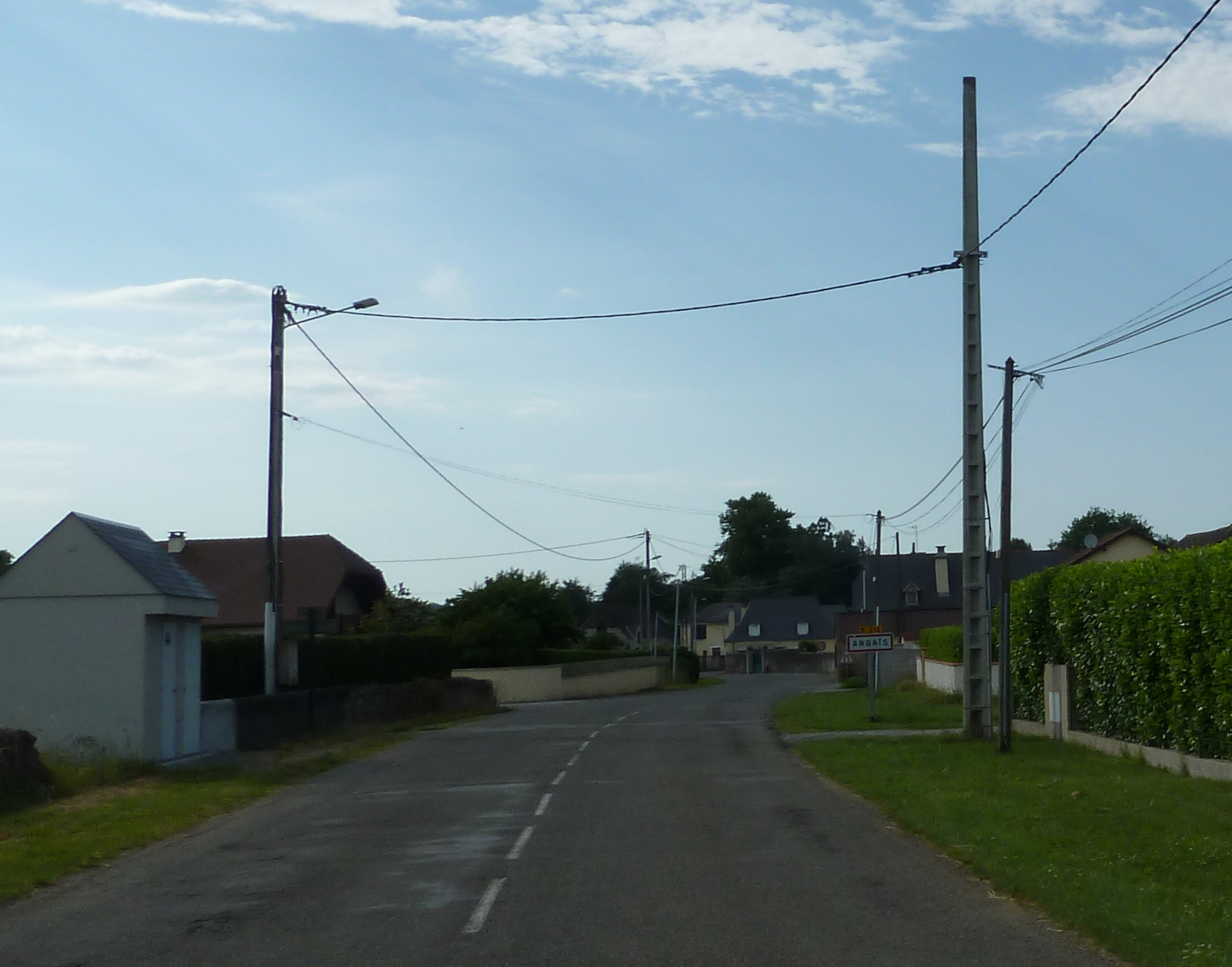
Въезд в Ангаис
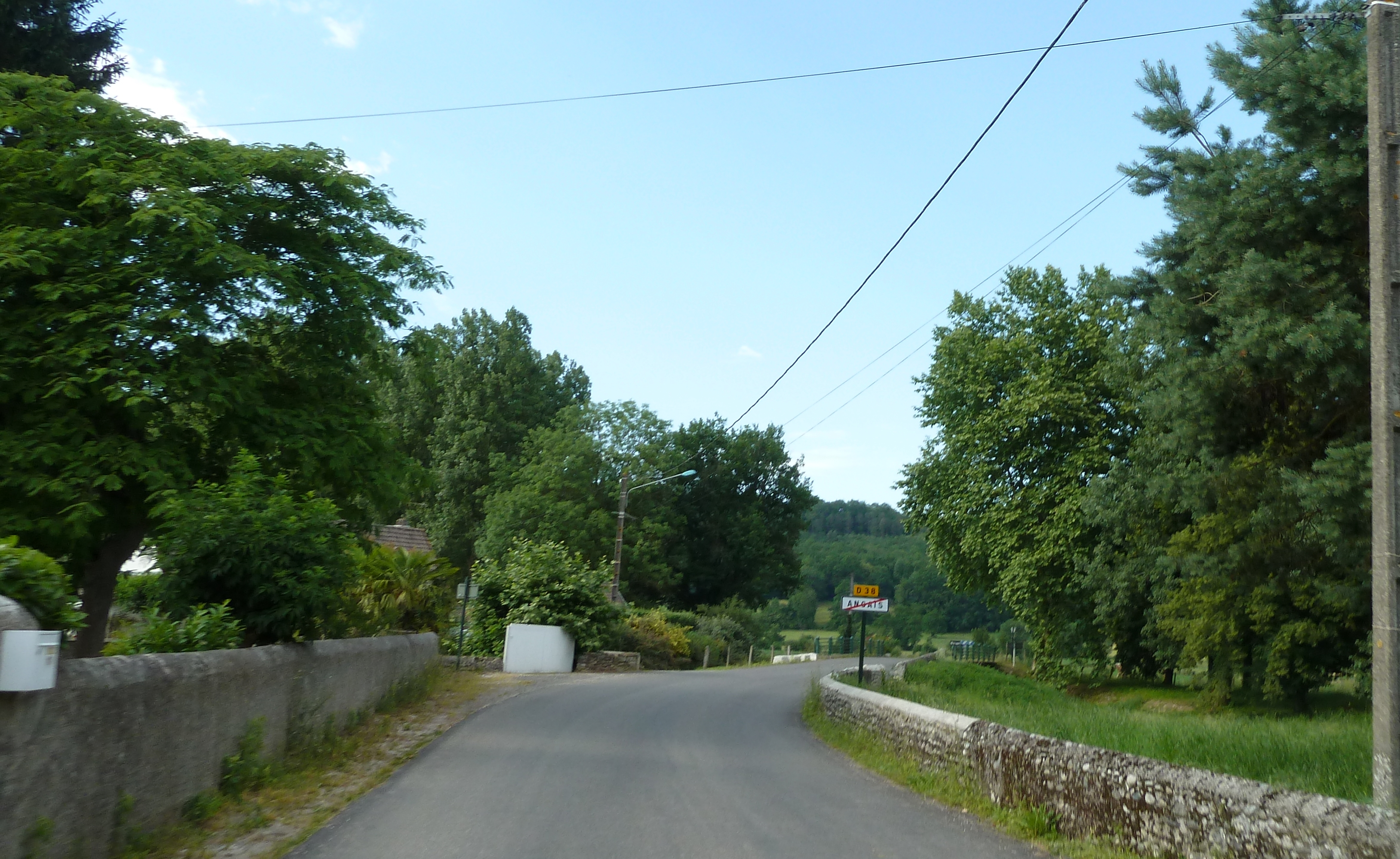
Выезд из Ангаиса
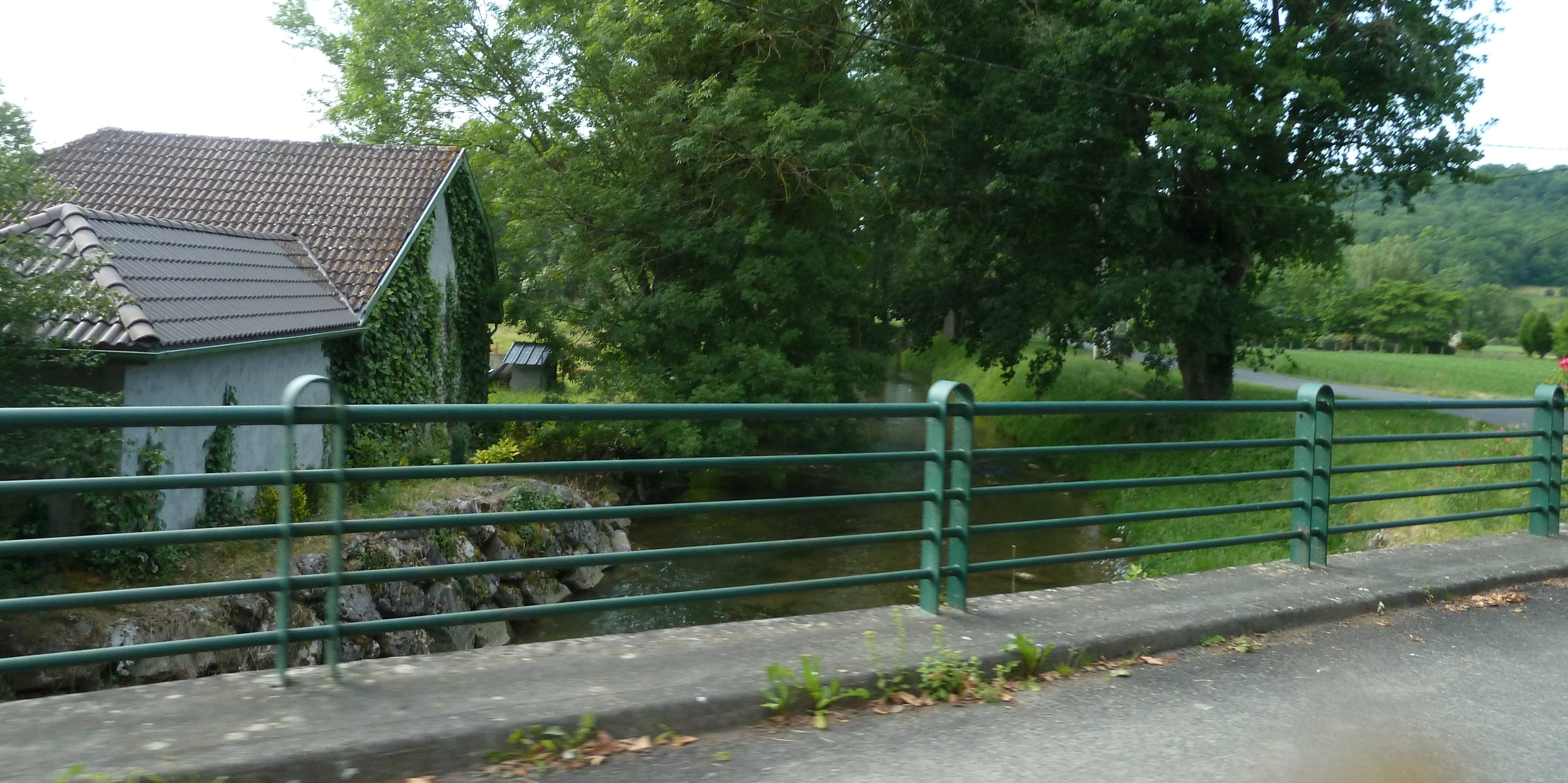
Река Лагуэн